# Белл, Джон (футболист)
Джо́натан Белл (англ. Jonathan Bell; 26 августа 1997, Роквилл, Мэриленд, США) — ямайский футболист, защитник клуба «Сиэтл Саундерс» и сборной Ямайки.

## Карьера

### Университетский футбол
В 2016—2019 годах Белл обучался в Мэрилендском университете в округе Балтимор и выступал за университетскую футбольную команду «Ю-эм-би-си Ретриверс». В Национальной ассоциации студенческого спорта сыграл 56 матчей, забив один гол и отдав восемь результативных передач.
В 2017 году также выступал за клуб «Оу-кей-си Энерджи Ю-23» в Лиге два ЮСЛ, а в 2019 году — за клуб «Балтимор Кристос» в Национальной премьер-лиге.

### Клубная карьера
9 января 2020 года на Супердрафте MLS Белл был выбран во втором раунде под общим 38-м номером клубом «Сан-Хосе Эртквейкс». Однако клуб не стал подписывать контракт с игроком.
14 июля 2020 года Белл заключил контракт с новообразованным клубом Лиги один ЮСЛ «Нью-Инглэнд Революшн II». 25 июля он сыграл в дебютной игре «Революшн II», в матче стартового тура сезона 2020 против «Юнион Омаха».
13 декабря 2020 года «Нью-Инглэнд Революшн» выменял права на Белла в MLS у «Сан-Хосе Эртквейкс» за пик четвёртого раунда Супердрафта MLS 2022. 22 марта 2021 года бостонский клуб подписал с ним однолетний контракт с опцией продления ещё на один год. В MLS он дебютировал 12 мая в матче против «Филадельфии Юнион», отыграв все 90 минут в центре обороны вместе с Эндрю Фарреллом. 19 июня в матче против «Нью-Йорк Сити» забил свой первый гол в профессиональной карьере. По окончании сезона 2021 «Нью-Инглэнд Революшн» задействовал опцию продления контракта с Беллом.
11 ноября 2022 года новообразованный клуб «Сент-Луис Сити» выбрал Белла на Драфте расширения MLS. За «Сент-Луис Сити» он дебютировал 25 апреля 2023 года в матче Открытого кубка США против «Юнион Омаха». По окончании сезона 2023 контракт Белла с «Сент-Луис Сити» истёк.
14 декабря 2023 года Белл был выбран клубом «Сиэтл Саундерс» на первом этапе Драфта возвращений MLS. 12 января 2024 года клуб подписал с игроком контракт на сезон 2024 с клубной опцией продления на сезон 2025. За «Саундерс» он дебютировал 27 апреля в матче против «Ди Си Юнайтед», подменив Джексона Рейгена, отбывавшего одноматчевую дисквалификацию за красную карточку.

### Международная карьера
В январе 2016 года Белл был вызван в тренировочный лагерь сборной США до 20 лет.
За сборную Ямайки Белл дебютировал 11 ноября 2023 года в товарищеском матче со сборной Гватемалы. Был включён в состав сборной на Кубок Америки 2024.

## Достижения
Командные
 «Нью-Инглэнд Революшн»
- Победитель регулярного чемпионата MLS: 2021

## Статистика выступлений

### Клубная статистика
| Выступление             | Выступление      | Выступление      | Лига | Лига | Плей-офф | Плей-офф | Кубок | Кубок | Континент | Континент | Итого | Итого |
| Клуб                    | Лига             | Сезон            | Игры | Голы | Игры     | Голы     | Игры  | Голы  | Игры      | Голы      | Игры  | Голы  |
| ----------------------- | ---------------- | ---------------- | ---- | ---- | -------- | -------- | ----- | ----- | --------- | --------- | ----- | ----- |
| Нью-Инглэнд Революшн II | USL1             | 2020             | 15   | 0    | —        | —        | —     | —     | —         | —         | 15    | 0     |
| Нью-Инглэнд Революшн II | USL1             | 2021             | 3    | 0    | —        | —        | —     | —     | —         | —         | 3     | 0     |
| Нью-Инглэнд Революшн II | Итого            | Итого            | 18   | 0    | —        | —        | —     | —     | —         | —         | 18    | 0     |
| Нью-Инглэнд Революшн    | MLS              | 2021             | 12   | 1    | 0        | 0        | —     | —     | —         | —         | 12    | 1     |
| Нью-Инглэнд Революшн    | MLS              | 2022             | 15   | 1    | —        | —        | 1     | 0     | 1         | 0         | 17    | 1     |
| Нью-Инглэнд Революшн    | Итого            | Итого            | 27   | 2    | 0        | 0        | 1     | 0     | 1         | 0         | 29    | 2     |
| Сент-Луис Сити          | MLS              | 2023             | 3    | 0    | 0        | 0        | 1     | 0     | 1         | 0         | 5     | 0     |
| Сент-Луис Сити 2        | MLS Next Pro     | 2023             | 4    | 0    | —        | —        | —     | —     | —         | —         | 4     | 0     |
| Сиэтл Саундерс          | MLS              | 2024             | 4    | 0    | —        | —        | 2     | 0     | —         | —         | 6     | 0     |
| Такома Дифайенс         | MLS Next Pro     | 2024             | 2    | 0    | —        | —        | —     | —     | —         | —         | 2     | 0     |
| Всего за карьеру        | Всего за карьеру | Всего за карьеру | 58   | 2    | 0        | 0        | 4     | 0     | 2         | 0         | 64    | 2     |

Источники: Transfermarkt, Soccerway, Football Database EU.

### Международная статистика
| Команда | Год   | Игры | Голы |
| ------- | ----- | ---- | ---- |
| Ямайка  |       |      |      |
| 2023    | 1     | 0    |      |
| 2024    | 0     | 0    |      |
| Всего   | Всего | 1    | 0    |

Источник: National Football Teams.